# دانيال ريد أنتوني
دانيال ريد أنتوني (بالإنجليزية: Daniel Read Anthony)‏‏ (22 غشت 1824 - 12 نوفمبر 1904) ناشر وناشط أمريكي في مجال مناهضة الرق وهو الأخ الأصغر للناشطة سوزان أنتوني.